# 函館地方氣象台
函館地方氣象台（日语：／ Hakodate chihō kishōdai */?）是日本氣象廳札幌管區氣象台下屬的一個地方氣象台，位於北海道函館市，管轄範圍為渡島綜合振興局和檜山振興局。其前身為1872年設立的函館氣候測量所，是日本歷史上第一個氣象觀測所。

## 職責
函館地方氣象台負責渡島綜合振興局和檜山振興局的氣象觀測、沿岸防災觀測和防災氣象信息的發佈。

### 氣象觀測
- 地面氣象觀測
- 地域氣象觀測
- 氣象雷達觀測

### 沿岸防災觀測
為防止和減輕海嘯、風暴潮和天文大潮等災害造成損失，函館市海岸町設有潮位觀測所，檜山郡上之國町設有沿岸雷達式波浪計。
- 上之國沿岸波浪計
- 函館潮位觀測所

### 防災氣象信息發佈
- 防災氣象信息
- 天氣預報

## 歷史
幕府末年，箱館（1869年起改稱函館）成為日本對外開放開放的窗口之一，逐漸有外國人前往居留。為解決自身的不便，他們開始有單獨、分散的氣象觀測活動。1872年，開拓使函館支廳的福士成豐在函館市船場町（今函館市末廣町）的住所安設觀測機器，於8月26日開始氣象觀測，這也是日本氣象觀測史的開始。3年之後，首都東京也正式開始了氣象觀測活動。

## 關聯項目
- 氣象廳
- 地方氣象台
- 札幌管區氣象台
- 函館市